# NigComSat-1
NigComSat-1 e нигерийски космически изкуствен спътник.
Той е изстрелян на 13 май 2007 година на борда на китайска ракета Чан Джън 3Б. Дейностите, извършвани от апарата се ръководят от нигерийската телекомуникационна компания и Националната агенция за космически изследвания и разработки. Работата по спътника започва през 2004 година. Самият NigComSat-1 е сглобен от Националната космическа администрация на Китай.
Първоначално спътникът е в трансферна орбита, а после преминава в геостационарна орбита. Мисията му да осигури комуникационно покритие на Африка и части от Италия се проваля, тъй като и двата слънчеви панела се повреждат и отчупват от спътника. Планираният срок на функционалност е бил 15 години. На борда си той има монтирани 28 транспондера.